# Ramone Moore
Ramone Edward Moore jr. (Filadelfia, 27 maggio 1989) è un ex cestista statunitense.

## Palmarès
- Campionato ucraino: 1

Chimik Južnyj: 2014-15